# Kunshan
Kunshan (昆山市; Pinyin: Kūnshān Shì) is een stad en een arrondissement in de prefectuur Suzhou in de Chinese provincie Jiangsu. Bij de volkstelling van 2020 had de stad zelf 1.652.159 inwoners, het arrondissement had 2.092.496 inwoners.
De satellietstad van Suzhou ligt ten oosten van het stadscentrum van Suzhou en ten westen van Shanghai. 
Door het zuiden van de stad loopt van het westen naar het oosten het traject van de Danyang–Kunshan-brug, sinds zijn bouw in 2011 de langste brug ter wereld. Over de bijna 165 km lange brug loopt de hogesnelheidslijn Peking-Shanghai. Het oostelijke bruggenhoofd van de brug ligt iets ten zuidoosten van Kunshan.
De stad wordt bediend door drie metrostations waaronder de westelijke terminus van lijn 11 van de metro van Shanghai in welk station overgestapt kan worden op lijn 11 van de Metro van Suzhou. Het zijn de enige drie stations van die metro die buiten de grenzen liggen van de stadsprovincie van Shanghai.